# Awasa

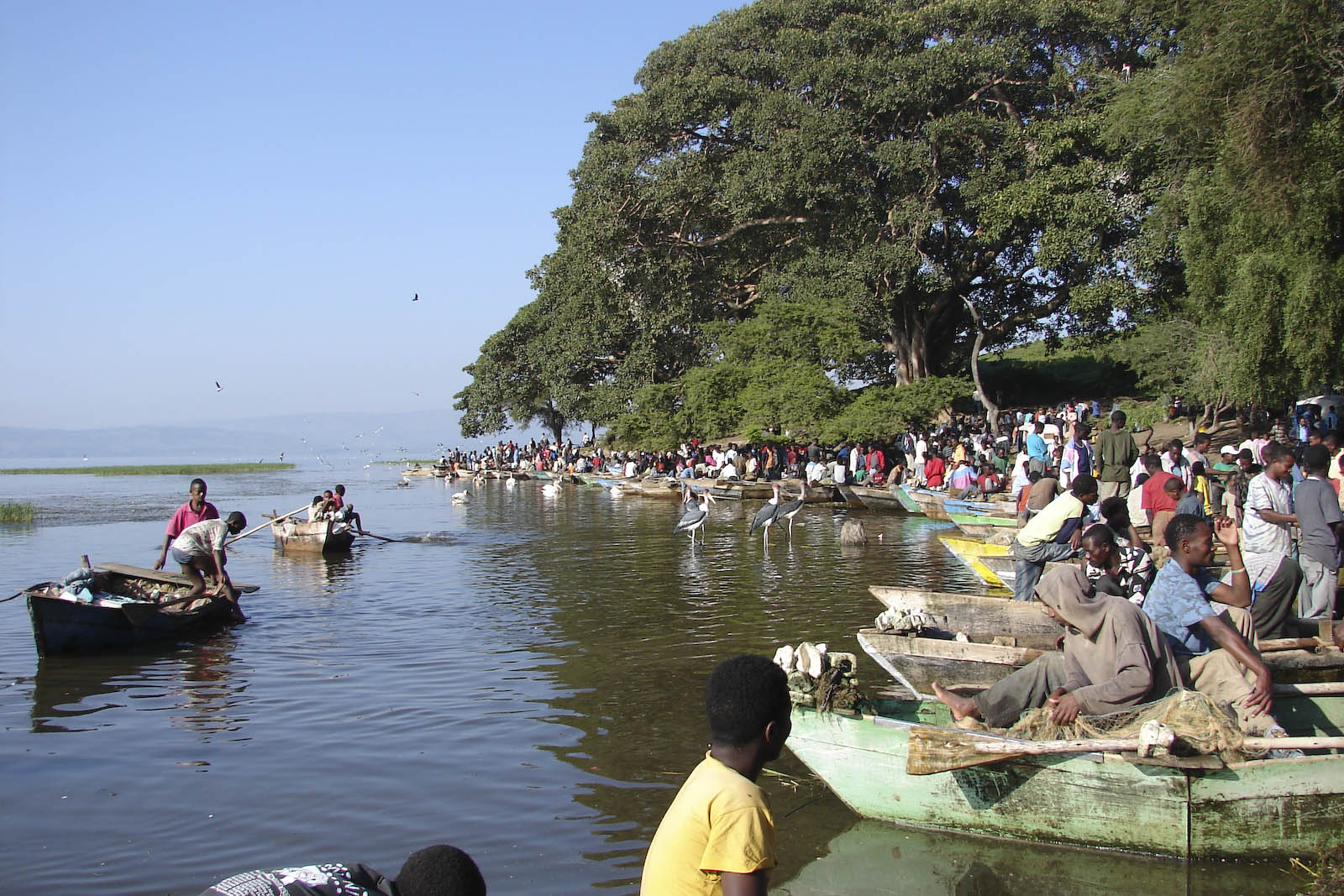
Fiskmarknad i Awasa.

Awasa (alternativa stavningar Hawassa eller Awassa) är en av de största städerna i Etiopien och är administrativ huvudort för regionen Sidama. Staden var också administrativ huvudort för den tidigare regionen Ye Debub Biheroch Bihereseboch na Hizboch ("de södra nationernas, nationaliteternas och folkens region"). Awasa var tidigare huvudstad i Sidamoprovinsen.
Staden är belägen på vägen mellan Addis Abeba och Nairobi, vid stranden av Awasasjön i Östafrikanska gravsänkesystemet, på en altitud av 1 708 meter över havet. Staden beräknades ha 200 396 invånare år 2011 och är administrativ huvudort för ett stadsdistrikt, Hawassa, med 313 564 invånare 2011. I staden finns ett universitet. 